# آوریئی (اورن
آوریئی (به فرانسوی: Avrilly) یک کمون در فرانسه است که در اورن واقع شده‌است. آوریئی ۵٫۵۰ کیلومتر مربع مساحت دارد ۲۰۰ متر بالاتر از سطح دریا واقع شده‌است.